# یوکو کاریالاینن
یوکو کاریالاینن (فنلاندی: Jouko Karjalainen؛ زادهٔ ۲۷ ژوئیهٔ ۱۹۵۶) اسکی‌باز نوردیک ترکیبی اهل فنلاند بود.